# As Sure as I Live
As Sure as I Live är ett samlingsalbum av Outlast, utgivet 1998 på Underestimated Records. Skivan består av studioalbumet Positive Hardcore, Positive Youth samt 7"-singeln A Ramble in Passion.

## Låtlista
1. "Positive Hardcore" - 0:24
2. "Me Against Myself" - 1:28
3. "Get into the Pit" - 0:55
4. "Fireworks" - 1:08
5. "Ward C-43" - 1:18
6. "15 Minutes" - 1:26
7. "Costume" - 0:48
8. "Barcode" - 0:41
9. "Empty Slogans" - 0:52
10. "For the Sake of Not Being Free" - 2:13
11. "Misprint" - 1:59
12. "Pile on My Shoulder" - 1:06
13. "Ax" - 0:06
14. "Born, Work, Breed, Die" - 1:26
15. "Anything" - 1:20
16. "Angry Youth" - 0:37
17. "Structure" - 1:31
18. "Have You Won" - 1:19
19. "Outro" - 0:14
20. "Untitled" - 0:04
21. "Holding On"
22. "Make-Believe Alternative"
23. "Pressure of Adulthood"
24. "Intro/No Sir!"
25. "Had Enough of People Making My Choices"